# Giuseppe Casillo
Giuseppe Casillo, in arte "Peppino Casillo" (San Giuseppe Vesuviano, 18 agosto 1916 – San Giuseppe Vesuviano, 20 marzo 1972), è stato un paroliere, poeta e scrittore italiano, autore di testi di molte celebri canzoni in lingua napoletana.

## Biografia
Giuseppe Mario Alfredo Casillo nacque a San Giuseppe Vesuviano (NA), da Andrea, commerciante di cereali e imprenditore dell'arte molitoria, e da Giovannina Ambrosio, casalinga e collaboratrice del medesimo. Era il secondogenito di cinque fratelli. Dopo aver conseguito la maturità classica presso il liceo di Ottaviano, fu avviato dai genitori alla conduzione di un mulino a palmenti. Il lavoro, però, non riuscì mai a spegnere la sua ardente passione per la musica e la poesia.
A Pompei, nel novembre del 1942, sposò Clara Talese, meglio conosciuta come la Sig.ra Clelia. Da lei ebbe tre figli, Andrea Maria, Luigi Alfredo e Giannamaria. 
Morì il giorno dopo il suo onomastico, di un attacco cardiaco, nel suo paese natale, il 20 marzo del 1972.
Sin da giovanissimo ha frequentato la Galleria Umberto I di Napoli dove strinse le sue prime importanti amicizie culturali. Collaborò, infatti, con autori come, Aldo Bovio, Gaetano Lama, Giuseppe Anèpeta, Luigi Vinci e Segurini Aniello scrivendo i testi di molte canzoni che riscossero poi grande successo durante le manifestazioni di musica napoletana come la Festa di Piedigrotta, evento popolare della città di Napoli, e il molto noto Festival della Canzone Napoletana.

## Le opere
Le sue maggiori opere sono raccolte in un libro, Poesie e Canzoni, ma scrisse molto altro.

### Poesie e Canzoni
Con prefazione di Aldo Bovio, San Giuseppe Vesuviano, 1968.
Questa raccolta breve si avvale, inoltre, di alcune canzoni musicate da famosi compositori, come Gaetano Lama, Giuseppe Cioffi, Manfredi Quintavalle, Luigi Vinci e Giuseppe Anèpeta, i quali hanno cercato e trovato, nell'arco di alcuni decenni, in Casillo, l'interprete dei sentimenti che hanno ispirato loro delle belle composizioni, tra cui Parlame 'e Napule che è stata cantata in molti paesi nel mondo.
- Alba D'estate - (poesia)
- Pene Del Cuore - musica di Manfredi Quintavalle, Casa Editrice La Canzonetta, Napoli 1942.
- Via Delle Rose - (poesia)
- Signorina "L" - (poesia)
- 'A Fenesta (dè 'nnammurate) - musica di Luigi Vinci
- Mi Si Mi - musica di Giuseppe Anèpeta, Casa Editrice La Canzonetta, Napoli 1944.
- L'Ultima Sera - musica di Giuseppe Cioffi, edizione Cioffi, Napoli 1944.
- Canzone a Mariquita - musica di Gaetano Lama, Casa Editrice La Canzonetta, Napoli 1945.
- Poesia a Bianca - (poesia)
- Ddoie Marie - (poesia)
- Le Foglie Cadute - (poesia)
- Felicità! - (poesia)
- Cade La Neve - (poesia)
- Fra Rose e Gerani - (poesia)
- Parlame 'e Napule - musica di Manfredi Quintavalle, interprete Franco Ricci, Casa Editrice La Canzonetta, Napoli 1946.[1].
- Tristezza - (poesia).
- Nun lassamme Napule - musica di Manfredi Quintavalle, interprete Francesco Albanese, Casa Editrice Gennarelli, Napoli 1948.
- Damme 'sta rosa - musica di Luigi Vinci, interprete Sergio Bruni, Casa Editrice Gennarelli, Napoli 1949.
- Quando Dormi... - musica di Nello Segurini, Edizioni musicali Galletti Boston, Faenza 1949.
- Villanella - (poesia)
- Sarnesinella Bella - musica di Raffaele Vincenti, 1956
- Appello Amato - sonetto
- Amore Contrastato - madrigale
- Lassame - musica di Enrico Buonafede, edizione musicale G I B A, odierna Zeus (etichetta discografica), Napoli 1958.
- Sfaticatella (d'ammore) - musica di Raffaele Vincenti, interprete Sergio Bruni, edizione Acampora, Napoli 1960.
- L'Udierna canzone à luna? - (poesia)

## L'elogio
Egli, si appaga del nutrimento della gioia spirituale che gli deriva dalla sua vena poetica: una poesia che resta tale, come è nella grande tradizione napoletana, anche quando è imprigionata dalle regole inesorabili della musica; una poesia delicata, gentile e senza drammi, anche quando riflette esperienze dolorose, pene del cuore o della ragione, così scrisse del Poeta, nella prefazione al volume Poesie e Canzoni stampato nel 1968, uno dei maggiori poeti napoletani, Aldo Bovio, figlio del celebre poeta, scrittore e drammaturgo Libero Bovio.

## Il successo
Riscosse il suo più grande successo scrivendo il testo (su musica del maestro Quintavalle) della celebre canzone Parlame 'e Napule, interpretata da Franco Ricci nel 1946. Presto, la canzone riscosse un clamoroso successo anche in Brasile, toccando l'animo dei tanti emigranti napoletani, che lasciarono la città in cerca di fortuna.
Tra le cover sono note quelle di Consiglia Licciardi, Tony Mauro ed Enzo Rippa.